# Фененко Анатолій Іванович
Анатолій Іванович Фененко (*23 квітня 1933, м. Прилуки Чернігівської області) — український учений, доктор технічних наук, професор.

## Освіта
- Неповна середня школа № 13 в місті Прилуки (1947).
- Ніжинський технікум механізації сільського господарства (1948—1952).
- Українська сільськогосподарська академія (1955—1960).
- Аспірантура Українського науково-дослідного інституту механізації та електрифікації сільського господарства.

## Трудова діяльність
Закінчивши академію за фахом інженера-механіка, отримує цільове направлення на роботу за фахом в Український науково-дослідний інститут механізації та електрифікації сільського господарства. Отже, починаючи з липня 1960 року, весь подальший життєвий та науковий шлях Анатолія Івановича пов'язаний з науково-дослідною роботою в інституті.
Тут він пройшов всіма сходинками науковця: у відділі механізації технологічних процесів у тваринництві на посадах інженера, молодшого і старшого наукового співробітника, головного технолога, завідувача лабораторії машинного доїння і первинної обробки молока та завідувача відділу механізації заготівлі кормів і виробництва молока.
- 1952—1954 рр. Працював механіком — контролером в Журавській МТС Чернігівської області Варвинського району.
- 1954—1955 рр. Працював другим секретарем Варвинського РК ЛКСМ України
- 1960 р. Працював інженером — механіком відділу механізації технологічних процесів у тваринництві Українського науково — дослідного інституту механізації і електрифікації сільського господарства (м. Київ).
- 1960—1962 рр. Працював на посаді в.о. молодшого наукового співробітника відділу механізації технологічних процесів у тваринництві (УНДІМЕСГ) м. Київ.
- 1962—1969 рр. Працював на посаді в.о. старшого наукового співробітника відділу механізації на фермах великої рогатої худоби (УНДІМЕСГ), смт. Глеваха Київської області Васильківського району.
- 1969—1976 рр. Працював старшим науковим співробітником лабораторії утримання рогатої худоби (УНДІМЕСГ).
- 1976—1988 рр. Працював завідувачем лабораторії машинного доїння і первинної обробки молока (УНДІМЕСГ).
- 1985 р. Член редакційної колегії міжвідомчого тематичного наукового збірника: «Механізація та електрифікація сільського господарства» (УНДІМЕСГ).
- 1988—2000 рр. Працював завідувачем відділом механізації та автоматизації виробництва молока (УНДІМЕСГ).
- 1990 р. Член спеціалізованих вчених рад НАУ (м. Київ), ННЦ «ІМЕСГ» (смт. Глеваха Київської обл. Васильківського району).
- 2000 р. Працював завідувачем відділом механізації заготівлі кормів та виробництва молока.
- 2003 р. Працював завідувачем відділом механізації кормів та виробництва молока.

## Наукова школа
Анатолій Іванович Фененко є засновником наукової школи спеціалістів із питань розробки технологічних процесів, засобів механізації та параметрів ферм по виробництву молока. Ним сформовано творчий колектив кваліфікованих спеціалістів, який успішно розробляє і впроваджує у виробництво нові технологічні процеси і засоби механізації.
Під керівництвом А. І. Фененка підготовлили дисертації на здобуття наукового ступеня доктора технічних наук:
- Дмитрів В. Т.;

та кандидата технічних наук:
- Герасимчук В. В.
- Лаврук В. П.
- Ліщинський С. П.
- Миропольський О. М.
- Сиротюк С. В.
- Римар Д. О.
- Ткач В. В.
- Бригас О. В.

## Нагороди
2000 р. — лауреат Державної премії України в галузі науки і техніки за наукову працю «Розробка наукових основ, створення і освоєння виробництва комплексу машин і обладнання для доїння та первинної обробки молока».

## Родина
Батько — Іван Лаврентійович 1901 року народження, на посаді завідувача виробництва та технічного керівника працював на Прилуцькому меблевому комбінаті, а після Великої Вітчизняної війни — начальником цеху в артілі «Жовтень».
Мати — Євдокія Олексіївна, 1905 року народження, була домогосподаркою: виховувала двох синів — Анатолія і Вадима та доньку Людмилу.